# Terra (DC Comics)
Terra (z łac. Ziemia; alter ego Tara Markov) – fikcyjna postać (antybohaterka) występująca w komiksach o przygodach drużyny Teen Titans, wydawanych przez DC Comics, a także w różnego rodzaju adaptacjach tychże komiksów. Jej twórcami są scenarzysta Marv Wolfman i rysownik George Pérez, zadebiutowała w komiksie New Teen Titans vol. 1 #26 grudzień 1982.
Kolejna postacią o tym pseudonimie był stworzony przez Marva Wolfmana i Toma Grummetta sobowtór oryginalnej Terry, który zadebiutował w magazynie New Titans vol.1 #79 (wrzesień 1991). Trzecia Terra (o imieniu Atlee) zadebiutowała w Supergirl vol. 5 #12 (styczeń 2007), której autorami byli Jimmy Palmiotti, Justin Gray i Amanda Conner. Wersja z The New 52 zadebiutowała w komiksie Teen Titans Annual vol. 4 #1 (lipiec 2012), a jej twórcami są Tom DeFalco i Scott Lobdell.
Tara Markov przedstawiana jest jako blondwłosa nastoletnia dziewczyna. Postać Tary Markov odegrała znaczącą rolę w historii komiksowej New Teen Titans: The Judas Contract, gdzie okazała się zdrajczynią sprzymierzoną z wrogami drużyny New Teen Titans. Historia zawierała również kontrowersyjny motyw romansu nieletniej Tary z dorosłym złoczyńcą Slade’em Wilsonem.
Terra gościła również w serialach animowanych o przygodach Teen Titans, a także grach komputerowych osadzonych w realiach komiksów DC Comics. Pierwszy raz na srebrnym ekranie zadebiutowała w serialu animowanym Młodzi Tytani (Teen Titans).

## Opis postaci

### Tara Markov
Tara podobnie jak jej przyrodni brat Brion Markov (superbohater Geo-Force z drużyny Outsiders), zyskała moce kontroli żywiołu ziemi za sprawą dr. Helgi Jace. W przeciwieństwie do Briana, który był dziedzicem tronu niewielkiego królestwa w Europie, Tara była nieślubną córką monarchy, przez co przyszło jej dorastać w Stanach Zjednoczonych.
W historii New Teen Titans: The Judas Contract (składała się ona z numerów z numerów Tales of the Teen Titans vol.1 #42-44 i Teen Titans Annual vol. 1 #3) nastoletnia Tara zawiązała z Deathstroke’em spisek, mający na celu zniszczenie młodzieżówki Justice League – New Teen Titans, polegającym za przeniknięciu w szeregi drużyny Tytanów jako „kret” o pseudonimie Terra. Z nową członkinią najbardziej związał się Changeling. Kiedy jej zdrada wyszła na jaw, Terra zginęła w walce z tymi, którzy uważali ja za przyjaciółkę.

### Sobowtór
Jakiś czas później pojawiła się nowa Terra z alternatywnej przyszłości. W przeciwieństwie do socjopatki jaką była oryginalna Tara Markov, nowa Terra używała swoich nadludzkich mocy do czynienia dobra. Dzięki przeprowadzonemu testowi genetycznemu, Brion Markov odkrył, że posiada ona takie same geny jak pierwsza dziewczyna, jednak zachował tę informację dla siebie.

## Moce i umiejętności
Terra jest geomorfem – osoba obdarzoną mocą kontroli żywiołu ziemi. Posiada ona całkowitą kontrolę nad ziemia i skałami. Może np. utworzyć ziemne twory, które jest zdalnie kontrolować. Porusza się przeważnie na lewitującej skalnej wysepce.

## W innych mediach

### Seriale i filmy animowane

#### Teen Titans
W serialu animowanym Młodzi Tytani (Teen Titans) z lat 2003–2006, podobnie jak w przypadku innych postaci występujących w tej produkcji, wygląd Terra została zmodyfikowana na potrzeby kreskówki. Ma niebieskie oczy, długie włosy w kolorze blond i jest bardzo szczupła. Zadebiutowała w odcinku pod tytułem Terra drugiego sezonu. Podróżowała ona z miejsca na miejsce, starając swoimi mocami sejsmicznymi (nad którymi nie potrafiła zapanować) pomagać ludziom, ale zawsze czyniła więcej szkód niż pożytku. Mieszkała na pustyni, gdzie pewnego dnia została zaatakowana przez ogromnego skorpiona. Z opresji wybawili ja Młodzi Tytani i przyjęli ja do swojej grupy. Wówczas najbardziej zaprzyjaźniła się z Bestią, który jako pierwszy dostrzegł, że Terra ma problemy z kontrolowaniem swojej mocy. Bestia przyrzekł jej, że zachowa to w tajemnicy. Podczas jednej z akcji grupy Terra wpada w pułapkę Slade’a, który chciał ją przeciągnąć na swoją stronę, wmawiając jej, że Tytani nigdy ją nie zaakceptują, gdyż nie umie panować nad swoimi mocami. Plan złoczyńcy się powiódł, albowiem Terrę zaczęły nawiedzać wątpliwości. Po tym zdarzeniu, Terra błędnie podejrzewała, że Bestia ujawnił jej sekret i uciekła do Slade’a, który zaoferował jej pomoc w nauce posługiwania się geokinezą.
Jakiś czas później wróciła do Tytanów, mając już pełną kontrolę nad swoimi mocami. Z powrotu dziewczyny najbardziej ucieszył się zakochany w niej Bestia. W odcinku Zdrada (Betrayal), podczas ataku sił Slade’a, Terra ujawniła, że została szpiegiem wroga Tytanów i gdy próbowała się z tego tłumaczyć, została odrzucona przez Bestię. Wściekła Terra poprzysięga zemstę i tym samym jeszcze bardziej dała się manipulować Slade’owi. W dwuodcinkowej sadze Niewyrównane rachunki (Aftershock), Terra otrzymuje od swojego nowego mistrza kostium, który daje jej kontrole nad jej destrukcyjną siłą (w rzeczywistości ma on służyć Slade’owi do sterowania mocami Terry, na wypadek jej nieposłuszeństwa). Stosując podstęp, geomorf rozdziela Tytanów i pokonuje ich jeden po drugim. Jednak kiedy rozwścieczeni Tytani łącza ponownie siły, Terra ulega ich przewadze. Kiedy dziewczyna wraca do swojego mentora, ten jedynie wyraża swoją dezaprobatę jej niepowodzeniem. W obliczu nieposłuszeństwa Terry, Slade aktywuje kostium, który jest zintegrowany z jej systemem nerwowym, przez co ta atakuje Bestię, omal nie zabijając go. Ostatecznie jednak dziewczyna wyrywa się spod kontroli kostiumu i wywołuje wybuch wulkanu. Salde ginie w lawie, lecz potężna erupcja stanowi poważne zagrożenie. Ostatecznie Terra postanawia poświęcić się ratując swoich przyjaciół i całe miasto przed zagładą, zamieniając się w kamienny posąg. Młodzi Tytani, którzy jej przebaczyli, wystawiają plakietkę przed jej posągiem, która głosi „Terra. Młody Tytan. Prawdziwy przyjaciel”. W odcinku Zmiana rzeczy (Things Change) piątego sezonu Bestia odnajduje uczennicę, która wygląda identycznie jak Terra. Dziewczyna wydaje się nic nie pamiętać i zarzeka się, że nie jest tą osobą, za która uważa ją młody superbohater. Jednakże później okazuje się, że kamienny posąg, który został postawiony w miejsce jej spoczynku, zniknął w niewyjaśnionych okolicznościach. Mimo usilnych prób Bestii uczennica nie chce przyznać się do swojej przeszłości i prosi, by ten wracał do swoich przyjaciół. W oryginalnej wersji językowej głosu Terrze użyczyła Ashley Johnson, natomiast w polskiej wersji językowej Beata Jankowska-Tzimas.

#### Teen Titans Go!
- W serialu animowanym Młodzi Tytani: Akcja! (Teen Titans Go!), będącym komediowym spin-offem poprzedniego serialu, Terra pojawiła się w odcinku Terra-ryzuje (Terra-ized). Ponownie głosu postaci użyczyła Ashley Johnson, natomiast w polskiej wersji językowej Beata Jankowska-Tzimas.

### Gry komputerowe
- W Teen Titans z 2006 roku na platformy: PlayStation 2, GameCube, Xbox, Game Boy Advance
- W Lego Batman 3: Poza Gotham z 2014 roku na platformy: PlayStation 4, Xbox One, PlayStation 3, Xbox 360, WiiU, PlayStation Vita, Nintendo 3DS, iOS i Microsoft Windows